# A Band Apart
A Band Apart ist eine US-amerikanische Filmproduktionsfirma, die 1991 von Regisseur Quentin Tarantino und Filmproduzent Lawrence Bender gegründet wurde. Tochterunternehmen sind die Produktionsfirma A Band Apart Commercials, gegründet 1995 sowie das 1997 gegründete Plattenlabel A Band Apart Records.

## Gründung
Die Zusammenarbeit der beiden Filmschaffenden begann 1992 mit dem Kinofilm Reservoir Dogs – Wilde Hunde. Aus einer Szene dieses Filmes stammt das Logo der Firma, welches vier Gangster auf dem Weg zu einem Überfall darstellt. Der Name des Unternehmens ging auf den Kinofilm Die Außenseiterbande (französisch: Bande à part) des französischen Regisseurs Jean-Luc Godard zurück.
Im September des Jahres 1995 gründeten Quentin Tarantino, Lawrence Bender sowie der Werbeproduzent Michael Bodnarchek das Unternehmen A Band Apart Commercials. Bender verglich die Zusammenarbeit der beiden Unternehmensteile mit der der US-amerikanischen Filmgesellschaft United Artists: „A Band Apart Commercials und A Band Apart Films sind unter einem Dach untergebracht, damit die Regisseure beider Sparten Ideen untereinander austauschen können. Wir sehen es als kreatives Treibhaus, ähnlich der alten United Artists, wo Regisseure sich unterstützten und zusammenarbeiteten.“

## Filme
Das Unternehmen produzierte bisher folgende Filme, bei denen Tarantino Regie führte:
- Reservoir Dogs – Wilde Hunde
- Pulp Fiction
- Four Rooms
- Jackie Brown
- Kill Bill Vol. 1 und Vol. 2
- Death Proof – Todsicher[4]
- Inglourious Basterds
- Django Unchained

Neben der Produktion der Quentin Tarantino-Filme wurden auch andere Kinowerke geschaffen. Hierbei firmiert das Unternehmen als A Band Apart Productions. Der bekannteste nicht von Tarantino gedrehte Kinofilm ist das Horror-Roadmovie From Dusk Till Dawn. Weitere von A Band Apart Productions produzierte Filme sind:
- Straßen der Rache
- Curdled – Der Wahnsinn
- From Dusk Till Dawn
- From Dusk Till Dawn 2 – Texas Blood Money
- From Dusk Till Dawn 3 – The Hangman’s Daughter
- Dirty Dancing 2: Havana Nights
- When Incubus Attacks
- Lost in Oz
- Stark Raving Mad
- Voces Inocentes
- Build Or Bust

Außerdem engagierte sich die Firma intensiv in der Produktion von Werbespots (A Band Apart Commercials) und Musikvideos (A Band Apart Music Videos) und 1997 wurde das Plattenlabel A Band Apart Records zur Auswertung der Soundtracks der von A Band Apart produzierten Filme gegründet.